# Абрамян, Ашот Мовсесович
Ашот Мовсесович Абрамян (арм. Աշոտ Մովսեսի Աբրահամյան; 4 (17) сентября 1912, село Еникенд, Елизаветпольская губерния — 26 марта 1995, Ереван) — советский военный хирург, участник Великой Отечественной войны, подполковник медслужбы, награждён 15 орденами и медалями СССР.

## Биография
Родился 4 сентября (17 сентября) 1912 года в селе Еникенд Елизаветпольской губернии (впоследствии Шаумяновский район, АзССР), в армянской семье. Рано лишившись родителей, он был вынужден зарабатывать свой хлеб сам. В четырнадцать лет начал работать рабочим на текстильной фабрике города Кировабада. В последующие годы он переезжает в город Ереван и поступает на индустриально-техническое отделение рабфака, по окончании которого, в 1935 году поступает в Ереванский медицинский институт. Одновременно с учёбой работает на стройке рабочим. В 1940 году Абрамян заканчивает институт и в сентябре этого же года его призывают в армию. Через четыре месяца переподготовки, его отправляют в Вильнюс в 46-й танковый полк в качестве врача. Во время войны Ашот Абрамян сражался за освобождение Вильнюса, Минска, Смоленска, Вязьмы, Гомеля, Чернигова, Харькова, Полтавы, Курска, Орла и др. городов и населённых пунктов. Также участвовал в Сталинградской битве, после которого был назначен заведующим госпиталя 16-51. После окончания войны он продолжил нести военную службу в разных войсковых частях. Ушёл в отставку в 1967 году и занялся преподавательской работой. До самой смерти работал преподавателем хирургии в Ереванском медицинском училище.
Был награждён 15 орденами и медалями СССР.